# Sybra mucronata
Sybra mucronata là một loài bọ cánh cứng trong họ Cerambycidae.